# Diduga haematomiformis
Diduga haematomiformis är en fjärilsart som beskrevs av Van Eecke 1920. Diduga haematomiformis ingår i släktet Diduga och familjen björnspinnare. Inga underarter finns listade i Catalogue of Life.